# Rodolfo Freude

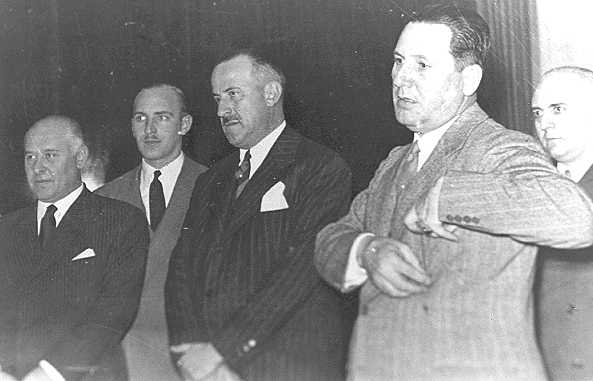
Freude (zweiter von links) mit Juan Perón

Rodolfo Freude (* 11. September 1920 in Buenos Aires; † 18. Oktober 2003) war ein argentinischer Geheimdienstoffizier. Er leitete den Geheimdienst Juan Peróns, der als Zentrale für die NS-Fluchthilfe nach Argentinien diente.

## Leben, Werdegang, Taten
Freudes Vater, der Deutsch-Argentinier Ludwig Freude, zählte zu den reichsten Unternehmern Lateinamerikas. Rodolfo Freude war eng befreundet mit Evita, der Ehefrau Peróns, und dessen Bruder. Bei der NS-Fluchthilfe, die Kriegsverbrecher wie Adolf Eichmann, den KZ-Arzt von Auschwitz Josef Mengele, den Gestapo-Chef von Rom Erich Priebke, Gerhard Bohne – „verantwortlich für die Planung der „Euthanasie“-Mordaktionen“ – SS-Kommandant Josef Schwammberger und andere NS-Verbrecher nach Argentinien schleuste, spielten Rodolfo Freude und sein Vater eine Schlüsselrolle.